# Блотниця (Вармінсько-Мазурське воєводство)
Блотниця (пол. Błotnica, нім. Schlammsack) — село в Польщі, у гміні Ґроново-Ельблонзьке Ельблонзького повіту Вармінсько-Мазурського воєводства.
Населення — 70 осіб (2011).
У 1975-1998 роках село належало до Ельблонзького воєводства.

## Демографія
Демографічна структура станом на 31 березня 2011 року:
|          | Загалом | Допрацездатний вік | Працездатний вік | Постпрацездатний вік |
| -------- | ------- | ------------------ | ---------------- | -------------------- |
| Чоловіки | 33      | 9                  | 22               | 2                    |
| Жінки    | 37      | 12                 | 22               | 3                    |
| Разом    | 70      | 21                 | 44               | 5                    |